# Xã Big Apple, Quận Oregon, Missouri
Xã Big Apple (tiếng Anh: Big Apple Township) là một xã thuộc quận Oregon, tiểu bang Missouri, Hoa Kỳ. Năm 2010, dân số của xã này là 839 người.